# Lluïsa Windsor
Lluïsa Windsor (Louise Alice Elizabeth Mary; Londres 8 de novembre de 2003) és membre de la Família Reial Britànica. És la primera filla del príncep Eduard, comte de Wessex i Sofia, comtessa de Wessex i la catorzena en la línia de successió al tron Britànic (la vuitena en el moment del seu naixement).

## Naixement
Lady Lluïsa va néixer prematurament el 8 de novembre de 2003 a l'Hospital Frimley Park a Surrey, després que la seva mare arribés a l'hospital en ambulància des de la llar de la parella, en Bagshot Park, Surrey. Va ser portada a urgències per realitzar-li una cesària. El príncep Eduard no va poder estar present en el naixement per ser tan sobtat. Lady Lluïsa va ser traslladada a l'Hospital de St. George's, Tooting, Londres com a precaució. Mentrestant, la comtessa romania a l'Hospital Frimley Park fins que es va recuperar.
Lady Lluïsa va ser donada d'alta el 23 de novembre i el seu nom va ser anunciat el 27 de novembre.
Lady Lluïsa va néixer amb un trastorn ocular anomenat exotropia. El gener de 2006 es va informar que a Lady Lluïsa l'havien sotmès a una operació de 30 minuts sota anestèsia general per corregir el problema, però en 2009 es va regenerar aquest trastorn ocular. Per aquest motiu, els seus pares van decidir no utilitzar de nou aquest tractament.
Ocupa el dotzè lloc en la línia de successió al tron britànic. Fins seu naixement, les primeres deu posicions havien romàs sense cap canvi durant 13 anys, des del naixement de la seva cosina, la princesa Eugènia de York, el 1990.

### Bateig
Va ser batejada en la capella privada del Castell de Windsor el 24 d'abril de 2004, sent els seus padrins: Lord Ivar Mountbatten, Lady Sarah Chatto, Lady Alexandra Etherington, Francesca Schwarzenbach i Rupert Elliott.

### Dama d'Honor
Lady Lluïsa va ser una de les dames d'honor que formaven part del seguici nupcial a l'enllaç del seu cosí Guillem, duc de Cambridge amb Catherine Middleton el 29 d'abril de 2011 a l'abadia de Westminster.

## Títols
- 8 de novembre de 2003 - Actualitat: Lady Lluïsa Mountbatten-Windsor i Sa Altesa Reial la princesa Lluïsa de Wessex

La Patent reial emesa el 1917 i en ús actualment assigna el títol de príncep o princesa i el tractament d'Altesa Reial a tots els nets i netes per línia paterna d'un monarca. Per això, Lluïsa legalment és Sa Altesa Reial Princesa Lluïsa de Wessex. No obstant això, quan els seus pares es van casar, la reina, mitjançant un anunci de premsa del Palau de Buckingham, va anunciar que d'acord amb els seus desitjos, cap dels fills dels comtes de Wessex portaria el títol de príncep o princesa amb el tractament d'Altesa Reial. En comptes d'això, van preferir que portessin els títols que s'atorguen als fills d'un comte. Per això Luisa mai és referida com una princesa britànica, sinó com Lady Lluïsa Windsor.